# لاري جون ويلسون
لاري جون ويلسون (بالإنجليزية: Larry Jon Wilson)‏ هو كاتب أغاني ومغني أمريكي، ولد في 7 أكتوبر 1940 في سوينسبورغ في الولايات المتحدة، وتوفي في 21 يونيو 2010 في روانوك في الولايات المتحدة بسبب سكتة.

## وصلات خارجية
- لاري جون ويلسون على موقع ميوزك برينز (الإنجليزية)
- لاري جون ويلسون على موقع ديسكوغز (الإنجليزية)